# 王様とボク
『王様とボク』（おうさまとボク）は、やまだないとによる日本の漫画作品。1992年、『週刊ヤングサンデー』（小学館）にて連載された。

## ストーリー
恋人と初めて結ばれた18歳の誕生日の夜、ミキヒコはバイク事故で病院に運ばれる。病院でミキヒコは、子供のころ事故に遭って以来12年間眠り続けているかつての親友、モリオのことを思い出す。その夜、帰宅途中に立ち寄った小学校の校庭に、ミキヒコはモリオの姿を見つける。
長い眠りから覚めた、心が6歳児のままのモリオに再会し、大人になることに不安を覚えていたミキヒコは、かつて自分たちが自由気ままな王様のようだった子供時代を思うのだった。

## 登場人物
ミキヒコ
主人公。高校3年生。18歳の誕生日にバイク事故に遭い病院に運ばれる。大学進学や就職といった自分の将来に不安を覚えている。
モリオ
ミキヒコのかつての親友。6歳の時遊んでいたブランコから落下し、以来12年間意識が戻らない状態に。
キエ
ミキヒコの恋人で遊び仲間のひとり。バイクに同乗しともに事故に遭う。ミキヒコの良き理解者。

## 単行本
- 王様とボク（1992年11月） ISBN 4091514111
  - ヤングサンデーコミックス（小学館）より発売。
- 王様とボク（1997年12月） ISBN 4872571266
  - CUE COMICS（イースト・プレス）より発売された新装版。装丁が新装されたほか、本編にも加筆がなされている。

## 映画
2012年9月22日公開。
出演者の相葉裕樹は、活動名変更後映画初出演作品となった。

### キャスト
モリオ
演 - 菅田将暉（幼少期：二宮慶多）
18歳の少年だが中身は6歳。6歳の頃にブランコによる事故で意識を失って入院した病院で眠り続け、12年後奇跡的に目覚める。退院後は、施設(アキラによると「問題のある人たちの施設とされる」)に入所するが、よく抜け出しては近所を散歩したり遊んだりしている。その後も自分の状態や周りの状況が分からないまま、心の赴くまま自由に過ごす。
ミキヒコ
演 - 松坂桃李（幼少期：藤田健心）
モリオの幼馴染。予備校に通う。冒頭で誕生日を迎え18歳になったばかり。モリオから『ミキちゃん』と呼ばれている。どちらかと言うと口下手で、自分の考えを説明するのがあまり得意ではない。自身が子供から成長して大人に変わっていくことが受け入れられないでいる。モリオが意識を回復したことを喜び、彼に会いに行き積極的に関わろうとする。
トモナリ
演 - 相葉裕樹（幼少期：菅家有都）
モリオの幼馴染。ゲーム好きで、作中ではいつも自宅でテレビゲームをしている。子供の頃はモリオとミキヒコの3人で一緒に誕生日会を開いていた(ただし自身の誕生日は、他の二人と2ヶ月違うのに誕生日会を一緒くたにされていたため少々不満に思っている)。しかし、意識を回復したモリオとの12年という空白の時間、友達の距離感の埋め方が分からず戸惑う。
キエ
演 - 二階堂ふみ
ミキヒコの恋人。高校生。一人称は「キエ」。お喋り好きで騒がしい性格。18歳になったミキヒコが以前と変わってきたのではないかと不安に感じ、感傷にひたる。ミキヒコと　ミキヒコがモリオのことを話題にしたことで、自身もモリオに興味を持ち始める。
小学生の男の子3人組
演 - シンジ(村田駿介)、タクミ(上田瑠星)、アキラ(青木頸都)
いつも3人で行動しており同じ進学塾に通う。退院後のモリオが暮らす施設前に来て、3人でモリオのことを話す。モリオを変な人扱いして小馬鹿にしていたが、いつしか一緒に遊ぶようになる。
ジュン（キエの兄）
演 - 中河内雅貴
主に若者向けの服屋を経営。ミキヒコをバイトで雇っている。付き合っているキエとミキヒコの仲を案じている。
三井景子（トモナリの母）
演 - 松田美由紀
朗らかな性格で、トモナリから日常的に『ババァ』呼ばわりされているが意に介さない。一方でモリオのことを気にかけて病状を調べていたり、悩みを抱えるトモナリのことを心配している。

### スタッフ
- 原作：やまだないと
- 監督：前田哲
- 脚本：やまだないと、前田哲
- 製作：三宅容介、長田安、川端基夫
- プロデューサー：男全修二、清水陽、赤城聡、鈴木嘉弘
- ラインプロデューサー：山本礼二
- 撮影：板倉陽子
- 美術：寺尾淳
- 音楽：吉岡聖治
- 録音：小宮元
- 照明：南園智男
- 編集：太田義則
- 配給：ユナイテッドエンタテインメント